# Cornelis van Rij
Cornelis (Kees) van Rij (Amsterdam, 1954) is een Nederlandse diplomaat. Net zoals zijn vader en zijn grootvader houdt hij zich vooral met Europese vraagstukken bezig.

## Afkomst
Hij is de zoon van de jurist Johannes Pieter van Rij (1928-2019), een Europees ambtenaar en namens de Europese Unie ambassadeur in Turkije en de Filipijnen. Zijn grootvader Cornelis van Rij (1896-1958) was onder meer raadsheer bij het bijzonder gerechtshof Amsterdam voor de berechting van oorlogsmisdadigers, rechter in het Internationale Tribunaal te Rastatt, hoofd van de regeringscommissie Van Rij/Stam voor onderzoek naar vermeende militaire excessen in Nederlands-Indië, voorzitter van de Beweging van Europese Federalisten in Nederland, en lid van de Commissie Spaak die een Europese Grondwet ontwierp in 1952-1953.

## Opleiding
Van Rij deed eindexamen aan de Europese School in Brussel en studeerde aan de Université catholique de Louvain, waarna hij zijn kandidaats- en doctoraalexamens geschiedenis deed aan de Universiteit van Amsterdam. Hij studeerde af op een scriptie over de Franse historicus Jules Michelet.

## Carrière
In 1982 trad hij in dienst bij het ministerie van Buitenlandse Zaken. Na plaatsingen op het ministerie in Den Haag en op de Nederlandse ambassades in Seoel (handel en economie), en Lima (politiek en ontwikkelingssamenwerking), werd hij in 1992 in Brussel aangesteld als adviseur bij de Cellule de Prospective, die ressorteerde onder de toenmalige EU-voorzitter, Jacques Delors. Hier schreef hij mee aan het rapport The future of North-South relations. Towards sustainable economic and social development, een onderzoek met aanbevelingen in het kader van de nieuwe wereldorde die begon te ontstaan na de val het IJzeren Gordijn en de opheffing van de Sovjet-Unie. Vervolgens was hij enige tijd lid van het kabinet van Europees commissaris voor buitenlandse betrekkingen, Hans van den Broek. Tussen 1994 en 1997 was hij particulier secretaris van koningin Beatrix en prins Claus. Daarna werd hij Europees correspondent en plaatsvervangend directeur van de directie politieke zaken op het ministerie in Den Haag.
Tussen 1999 en 2005 werkte hij als Chef de Division bij de Policy Unit van het secretariaat-generaal van de Raad van de Europese Unie in Brussel en diplomatiek adviseur van Europees buitenlandvertegenwoordiger Javier Solana. Hij maakte in mei 2001 deel uit van een diplomatieke missie naar Noord-Korea. Tijdens de terroristische aanslagen in de VS op 11 september 2001 was hij in Yalta op de Krim voor de EU-Ukraine top tussen president Kuchma en de Belgische Premier Verhofstadt, Commissiepresident Prodi en Hoge Vertegenwoordiger Javier Solana. Hij stond Solana bij in de intensieve onderhandelingen rond de Oranjerevolutie in Oekraïne in 2004. In die jaren bezocht hij herhaaldelijk Moskou en Kiev en onderhandelde hij als lid van Europese missies met de Moldavische autoriteiten in Chisinau over hun relaties met de Europese Unie en bezocht hij het niet erkende Transnistrië voor besprekingen met de machthebbers in Tiraspol. Ook onderhandelde hij als lid van een internationaal team tijdens de Petersbergconferentie aan het eind van 2001 over een Afghaanse grondwet en de instelling van een nieuwe Afghaanse regering nadat de Taliban waren teruggedrongen. Hij begeleidde Javier Solana tijdens diens bezoeken aan China, Korea en Japan, Pakistan en India.
In zomer 2005 ging hij terug naar Den Haag en werd hij directeur Europese integratie op het ministerie. In die functie ondersteunde en adviseerde hij minister Ben Bot na de afwijzende uitslag van het Nederlandse referendum over de Europese Grondwet. Ook stond hij minister Bot en de staatssecretarissen Nicolaï en Timmermans bij in het ratificatieproces in de Tweede en Eerste Kamer van het Verdrag van Lissabon. Van zomer 2008 tot medio 2012 was hij buitengewoon en gevolmachtigd ambassadeur in Griekenland. Vanaf najaar 2009 begon in Griekenland de crisis in de eurozone. De rest van zijn verblijf in Athene werd sterk gekenmerkt door deze crisis en de duiding ervan aan Den Haag. Ook was hij in maart 2011 nauw betrokken bij de vrijlating van drie Nederlandse helikopterbemanningsleden die door het regime Qadhafi in Libië gevangen werden gehouden en met hulp van de Griekse regering via Athene naar Nederland konden terugreizen.
In de jaren daarop was hij de Nederlandse ambassadeur in Madrid, en van 2015 tot begin 2018 was hij de ambassadeur in Turkije. Gedurende het Nederlandse voorzitterschap van de Europese Unie in de eerste helft van 2016 kwam na intensieve onderhandelingen een akkoord tot stand tussen de EU en Turkije over het beteugelen van de migratiestroom die het gevolg was van de oorlog in Syrië. In mei 2016 onderhandelde hij met succes met de Turkse autoriteiten over de opheffing van het uitreisverbod van journaliste Ebru Umar. Hij was in Ankara toen de poging tot staatsgreep door delen van de Turkse strijdkrachten plaatsvond in de nacht van 15 op 16 juli 2016.  In reactie op het conflict tussen Nederland en Turkije in maart 2017 in Rotterdam belemmerde de regering-Erdoğan hem terug te keren naar zijn post in Ankara. In 2017 en 2018 was hij tijdelijk Ambassadeur in Algemene Dienst op het ministerie van Buitenlandse Zaken. In februari 2018 trok minister Halbe Zijlstra hem formeel en definitief terug als ambassadeur in Ankara en werd hij benoemd tot de Nederlandse ambassadeur in Brazilië, een functie die hij vervulde van zomer 2018 tot zomer 2021.
Thans is hij strategisch adviseur internationale zaken bij het Den Haag Centrum voor Strategische Studies (The Hague Centre for Strategic Studies). Tevens is hij lid van de Adviesraad Internationale Vraagstukken (Commissie Europese Integratie).

## Publicaties
- Michelet’s Renaissance, in: Skript Historisch Tijdschrift, 1982.[7]
- Partenaires ou Concurrents: Echanges commerciaux et perspectives d’ integration des pays d’Europe centrale: le point de vue de la Commission Europeenne, in: Colloque du Centre Franco-Autrichien, Budapest, 1993.[8]
- The Future of North-South Relations. Towards sustainable economic and social development (co-author), Cahiers of the Forward Studies Unit, European Commission, Brussels, 1997.[4]
- East Asia-Europe: partners or Rivals? The European perspective. In: Osterreichisches Jahrbuch fur Internationale Politik, Vienna, 2000.[8]
- Wacht maar, ik haal de sleutels.(over het leven van Cornelis van Rij, 1896-1958); kleine oplage, eigen beheer.

## Onderscheidingen
- Erekruis in de Huisorde van Oranje
- Grootkruis in de Orde van de Phoenix (Griekenland)
- Grootkruis in de Orden del Merito Civil (Spanje)
- Grootkruis in de Ordem do Cruzeiro do Sul (Brazilië)